# Igor Tracz
Igor Tracz (ur. 27 września 1977 w Gdańsku) – polski maszer, wielokrotny mistrz Polski, Europy i świata w wyścigach psich zaprzęgów oraz w bikejoringu, trener kadry młodzieżowej.

## Życiorys
Zainteresowanie psami i wyścigami psich zaprzęgów zrodziło się w 2000 po zabraniu ze schroniska psa rasy husky. Od 2006 wielokrotnie zdobywał medale na mistrzostwach w Polsce i Europie, a od 2009 również na mistrzostwach świata.

## Osiągnięcia
- 2006
  - Wicemistrz Polski, 8 dog class, warunki śnieżne
- 2007
  - Mistrz Europy ECF w bikejoringu Niemcy, warunki bezśnieżne
- 2008
  - Mistrz Europy ECF w bikejoringu Czechy, warunki bezśnieżne
  - Wicemistrz Europy Niemcy 4 dog class
  - Mistrz Polski w bikejoringu
  - Mistrz Polski 4 dog class
- 2009
  - Podwójny Mistrz Świata, 2 dog class and 4 dog class – Kanada, warunki bezśnieżne
  - Mistrz Europy ECF w bikejoringu Węgry
  - Mistrz Polski w bikejoringu
  - Mistrz Polski 4 dog class
  - Międzynarodowy Mistrz Republiki Czech 4 dog class
  - 11 miejsce na Mistrzostwach Świata – Kanada, warunki śnieżne
  - Mistrz Polski, 4 dog class
- 2010
  - Mistrz Europy – 4 dog class – Włochy, warunki bezśnieżne
  - Mistrz Europy ECF w bikejoringu Belgia
  - Wicemistrz Europy, 4 dog class – Polska, warunki śnieżne
  - Wicemistrz Europy, w stylu olimpijskim – Polska
  - Brązowy medal na mistrzostwach Skandynawii, 4 dog class – Norwegia
  - Złoty medal na zawodach w stylu olimpijskim, 4 dog class – Norwegia
- 2011
  - Wicemistrzostwo Europy w bikejoringu – Góra Świętej Anny (Polska), Warunki bezśnieżne
  - Wicemistrzostwo Świata w bikejoringu – Borken (Niemcy)
  - 4 miejsce mistrzostw Świata w warunkach bezśnieżnych w klasie C0 – Borken (Niemcy)
  - Mistrz Świata, 4 dog class – Norwegia, warunki śnieżne
  - Mistrz Słowacji, 4 dog class
  - Mistrz Polski, 4 dog class
- 2012
  - Mistrz Europy w bikejoringu – Niemcy, warunki bezśnieżne
  - Wicemistrz Europy 2 dog class – Niemcy
  - Wicemistrz Europy 4 dog class – Francja (mass start), Warunki śnieżne
  - II Wicemistrz Europy 4 dog class – Francja
  - II miejsce Border Rush 6 dog class – Polska
- 2013
  - Mistrz Świata w bikejoringu, Włochy, warunki bezśnieżne
  - Mistrz Europy w bikejoringu, Szwajcaria
  - II Wicemistrz Świata 4 dog class, Włochy
  - II miejsce „border rush” – 6 dog class, Polska, warunki śnieżne
  - Międzynarodowy Mistrz Polski 2 dog class, 4 dog class – Słowacja
- 2014
  - Mistrz Europy w bikejoringu, Francja, warunki bezśnieżne
  - Zwycięzca Grand Prix Europy w bikejoringu, Francja
  - Mistrz Polski w bikejoringu
  - Wicemistrz Europy, 4 dog class, Finlandia, warunki śnieżne
  - I miejsce, 4 dog class „Sampo Race”, Rosja
- 2015
  - Mistrz świata w bikejoringu, Kanada
  - Mistrz świata, 4 dog class, Kanada
  - Mistrz Europy w bikejoringu, Szkocja
  - Mistrz Polski w bikejoringu
- 2016
  - Mistrz Europy 4 dog class, Norwegia
  - Wicemistrz Europy w bikejoringu, ECF, Czechy
  - Mistrz Polski w bikejoringu
  - Mistrz Europy w bikejoringu, IFSS, Wielka Brytania
- 2023
  - Mistrz Świata w czwórkach zaprzęgowych w jeździe indywidualnej na czas – Szwecja, warunki śnieżne[5]